# من خوش‌عکسم
من خوش‌عکسم (ایتالیایی: Sono fotogenico) یک فیلم کمدی ایتالیایی به کارگردانی دینو ریسی است که در سال ۱۹۸۰ منتشر شد. این فیلم در بخش رقابت‌های جشنواره فیلم کن ۱۹۸۰ حضور داشت.

## بازیگران
- رناتو پوتستو
- ادویژ فنش
- باربارا بوشه
- آلدو ماچونه
- ژولین گیومار
- میشل گالابرو
- ماسیمو بولدی
- آتیلیو دوتزیو
- ماریا تدسکی
- جینو سانترکوله